# Baneins

Baneins este o comună în departamentul Ain din estul Franței.